# Joseph Gilbert Totten

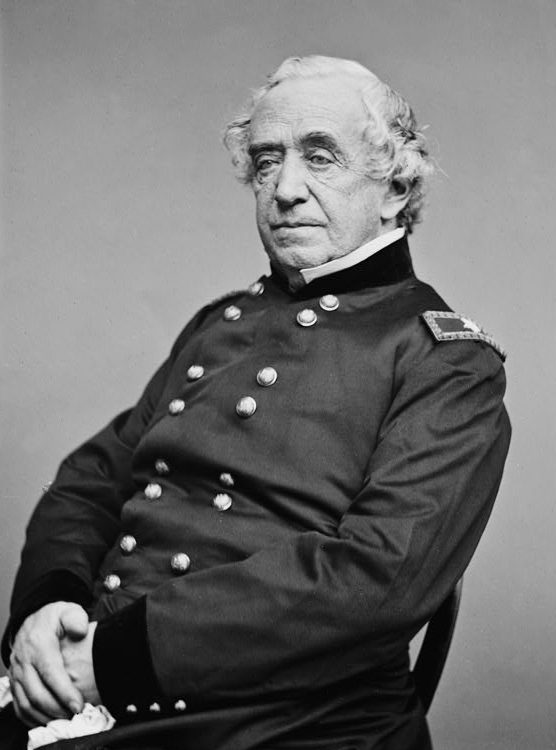
Joseph G. Totten

Joseph Gilbert Totten (* 23. August 1788 in New Haven, New Haven County, Connecticut; † 22. April 1864 in Washington, D.C.) war ein Brigadegeneral der United States Army. Er war unter anderem Kommandeur des United States Army Corps of Engineers.
Joseph Totten war der Sohn von Peter Totten (1757–1813) und dessen Frau Grace Mansfield (1770–1792).
In den Jahren 1802 bis 1805 durchlief er die United States Military Academy in West Point. Nach seiner Graduation wurde er als Leutnant den Pionieren (Engineers) zugeteilt. In der Armee durchlief er anschließend alle Offiziersränge vom Leutnant bis zum Brigadegeneral.
In seinen jüngeren Jahren absolvierte er den für Offiziere in den niederen Rangstufen üblichen Dienst in verschiedenen Pioniereinheiten und Standorten. Als Pionier (Engineer) gehörten der Hochwasserschutz, der Ausbau von Hafenanlagen und deren militärischer Verteidigung, Flussregulierungen sowie der Bau von Kanälen, Schleusen und Leuchttürmen zu seinem Aufgabenbereich.
In den Jahren 1806 bis 1808 unterbrach Totten seine Militärzeit um für seinen Onkel Jared Mansfield, der im Nordwestterritorium als Leiter der Landvermessung tätig war, zu arbeiten. Im Jahr 1808 kehrte Totten zu den Pionieren des Heeres zurück. In den folgenden Jahren war er in New York City stationiert, wo er unter anderem beim Ausbau der Verteidigungsanlagen am dortigen Hafen beteiligt war. Dazu gehörte die Errichtung von Castle Williams und Fort Clinton.
Am 23. Juli 1810 erfolgte seine Beförderung zum Oberleutnant. Seine Arbeit im New Yorker Hafen wurde in den Jahren 1809 und 1810 unterbrochen. In diesen Jahren war er in seinem Geburtsort New Haven und in New London, ebenfalls in Connecticut, sowie in Sag Harbor im Bundesstaat New York eingesetzt. Vom 27. Mai bis zum 31. Juli 1812 war er für kurze Zeit als Zahlmeister der Pioniere tätig.
Zu Beginn des Britisch-Amerikanischen Kriegs im Jahr 1812 war Totten im Grenzgebiet zum britischen Kanada um den Niagara River eingesetzt. Später nahm er als Pionieroffizier an der Lake-Champlain-Kampagne und der Schlacht bei Plattsburgh teil. Dabei war er auch in Kampfhandlungen verwickelt. Am 31. Juli 1812 wurde er zum regulären Hauptmann befördert. Im Verlauf des Krieges erhielt er die Brevet-Ränge eines Majors und eines Oberstleutnants, die er aber nach Kriegsende wieder verlor.
In den Jahren 1815 und 1816 war Totten im Pionierbereich des Lake Champlain und des US-amerikanischen Teils des Sankt-Lorenz-Stroms tätig. Danach gehörte er bis 1817 einer Kommission an, die Vorschläge zur Verbesserung der Küstenverteidigung der Vereinigten Staaten erarbeitete.
Am 12. November 1818 wurde Joseph Totten zum regulären Major des Pionierkorps befördert. Von 1819 bis 1838 war er im Stab des Pionierkorps tätig, wo er für verschiedene Projekte verantwortlich war. Dazu gehörte die Aufsicht über den Bau von Fort Adams in Newport in Rhode Island (1825–1838) und ab 1836 der Ausbau der Hafenanlagen östlich des Staates New York, mit Ausnahme des Bereichs um die Stadt Boston. Er war zwischen 1819 und 1828 neben seinen Tätigkeiten im Pionierbereich mehrfach Mitglied des Besucherausschusses (Board of Visitors) der Militärakademie in West Point.
Am 24. Mai 1828 wurde Totten zum Oberstleutnant befördert. Diesen Grad behielt er bis zum 7. Dezember 1838. An diesem Tag wurde er als Oberst neuer Kommandeur des Corps of Engineers. In dieser Funktion löste er Charles Gratiot ab, der dieses Amt seit 1828 ausgeübt hatte. Totten behielt dieses Kommando bis zu seinem Tod im Jahr 1864. Das ist die bis heute längste Amtszeit eines Kommandeurs der Engineers. In seiner neuen Position war er für alle Aktivitäten des Corps verantwortlich. Dazu gehörten neben den bereits erwähnten Tätigkeiten der Engineers auch der weitere Bau von Festungsanlagen (Forts) innerhalb der Vereinigten Staaten sowie der Ausbau von Wasserstraßen und Hafenanlagen. Zu den in seiner Zeit als Kommandeur des Corps of Engineers errichteten Bauwerken gehört auch der 1860 in Betrieb genommene Leuchtturm Minot’s Ledge Lighthouse bei Boston.
In seine Amtszeit fiel unter anderem der Mexikanisch-Amerikanische Krieg. Er war persönlich an der Durchführung der Belagerung von Veracruz im Jahr 1847 beteiligt und wurde vom damaligen Oberbefehlshaber Winfield Scott für seine dortigen Tätigkeiten sehr geschätzt. Für seine Verdienste wurde er am 29. März 1847 zum Brevet-Brigadegeneral befördert.
Nach dem Ausbruch des Amerikanischen Bürgerkriegs blieb Totten weiterhin Kommandeur des Corps of Engineers, das nun Teil des Unionsheers wurde. Die Pioniere spielten im Verlauf des Krieges eine wichtige Rolle. So bauten sie beispielsweise Pontonbrücken, Eisenbahnstrecken und Brücken, Straßen für militärische Transporte und Nachschub und sie zerstörten feindliche Anlagen der gleichen Art.
Am 3. März 1863 wurde Totten zum regulären Brigadegeneral befördert. Im folgenden Jahr wurde er zum Brevet Generalmajor ernannt. Allerdings starb er bereits am folgenden Tag, dem 22. April 1864 und wurde auf dem Friedhof des Kongresses in Washington beigesetzt.
In den Jahren von 1816 bis 1864 veröffentlichte Joseph Totten zahlreiche wissenschaftliche Berichte und Abhandlungen zur nationalen Verteidigung der USA. 1841 wurde Totten in die American Academy of Arts and Sciences gewählt, 1863 war er eines der Gründungsmitglieder der National Academy of Sciences.